# James Winnefeld
James Alexander Winnefeld, Jr.; född den 24 april 1956 i Coronado, Kalifornien, USA; är en fyrstjärning amiral i USA:s flotta som sedan den 4 augusti 2011 tjänstgör som USA:s vice försvarschef.

## Biografi
Winnefeld tog Bachelorexamen i flygteknik från Georgia Institute of Technology 1978 och erhöll officersfullmakt i flottan genom NROTC. Winnefeld vidareutbildade sig till jaktpilot och kom att tjänstgöra som instruktör vid Naval Fighter Weapons School i Miramar, mer känt som TOPGUN. Winnefeld var en av piloterna som flög flygplanen som visas i filmen Top Gun från 1986.
Vid tidpunkten för 11 september-attackerna var Winnefeld befälhavare för hangarfartyget USS Enterprise (CVN-65). Innan utnämningen till vice försvarschef var han militärbefälhavare för U.S. Northern Command och North American Aerospace Defense Command från den 19 maj 2010 till den 3 augusti 2011.